# 에어본 (2012년 영화)
《에어본》(영어: Airborne)은 영국에서 제작된 도미닉 번즈 감독의 2012년 공포, 스릴러 영화이다. 마크 해밀 등이 주연으로 출연하였다. 최초의 영화 예고편은 2011년에 나왔다.

## 출연

### 주연
- 마크 해밀
- 젬마 앳킨슨
- 크레이그 콘웨이

### 조연
- 세바스찬 스트리트
- 앨런 포드